# 绞口鲨科
絞口鯊科（學名：Ginglymostomatidae）又稱鏽鬚鮫科，是板鰓亞綱鬚鯊目的其中一科。